# Nathan Page
Nathan Page (25 augustus 1971) is een Australische acteur. Hij is bekend van zijn rollen in Escape from Pretoria en in Miss Fisher's Murder Mysteries.

## Biografie
Page ging naar het Australian Institute of Sport en werd wielrenner. Hij stopte op 19-jarige leeftijd vanwege blessures. In de beginjaren van zijn acteercarrière werkte hij voornamelijk in theaterproducties in Adelaide.
Vanaf 2000 was hij ook te zien in films en series.
Van 2012 tot 2015 speelde hij samen met Essie Davis in de televisieserie Miss Fisher's Murder Mysteries, als inspecteur John "Jack" Robinson.
Nathan Page is getrouwd met de Nieuw-Zeelandse danseres en choreografe Sarah-Jayne Howard.
Uit het huwelijk zijn twee zonen geboren. 

## Filmografie

### Film
| Jaar | Titel                              | Rol                               | Opmerkingen          |
| ---- | ---------------------------------- | --------------------------------- | -------------------- |
| 2020 | Escape from Pretoria               | Mongo                             |                      |
| 2020 | Miss Fisher and the Crypt of Tears | Detective Inspector Jack Robinson | film van Tony Tilse  |
| 2013 | Vote Yes                           | Howard                            | short                |
| 2011 | Sleeping Beauty                    | Businessman                       | film van Julia Leigh |
| 2011 | Panic at Rock Island               | Matthew Cross                     | film van Tony Tilse  |
| 2010 | Wicked Love: The Maria Korp Story  | Detective Bradley                 |                      |
| 2009 | The Boys Are Back                  | Headbutter                        | film van Scott Hicks |
| 2009 | Accidents Happen                   | Sexy Man                          |                      |
| 2008 | Scorched                           | Gavin                             |                      |
| 2007 | Noise                              | Nigel Gower                       |                      |
| 2006 | Alex's Party                       | Traficante de Drogas              | short                |
| 2000 | Sample People                      | Len                               |                      |
| 1999 | Strange Fits of Passion            | Simon                             |                      |

### Televisie
| Jaar      | Titel                            | Rol                      | Opmerkingen                  |
| --------- | -------------------------------- | ------------------------ | ---------------------------- |
| 2019      | The Hunting                      | Sam                      | 4 afleveringen (mini-serie)  |
| 2015      | Hiding                           | Kosta "Koz" Krilich      | 8 afleveringen               |
| 2012–2015 | Miss Fisher's Murder Mysteries   | John "Jack" Robinson     | 34 afleveringen              |
| 2013      | Underbelly: Squizzy              | Henry Stokes             | 4 afleveringen               |
| 2012      | Redfern Now                      | Homicide Detective       | aflevering "Pretty Boy Blue" |
| 2011      | Paper Giants: The Birth of Cleo  | Alasdair "Mac" Macdonald | 2 afleveringen (mini-series) |
| 2009      | All Saints                       | Paul                     | aflevering "Safe Haven"      |
| 2007      | Home and Away                    | Colin Marshall           | aflevering # 1.4532          |
| 2009      | Underbelly: A Tale of Two Cities | Ray "Chuck" Bennett      | 3 afleveringen               |
| 2003      | The Secret Life of Us            | Charlie                  | 12 afleveringen              |
| 2002      | White Collar Blue                | Rick Calliope            | aflevering # 1.4             |

## Weblinks
- Nathan Page: The official Nathan Page Website.
- Nathan Page auf Instagram.

- Bibsys: 1602157050968
- Bibliothèque nationale de France: cb16926042b (data)
- International Standard Name Identifier: 0000 0004 4247 4781
- Library of Congress Control Number: no2015153438
- Virtual International Authority File: 311592868
- WorldCat: E39PBJc3GCrQhxcDwgqP97rrMP